# UCI Asia Tour de 2023
O UCI Asia Tour 2023 será a décima-novena edição do calendário ciclístico internacional asiático. Inicia-se a 27 de janeiro de 2023 nos Emirados Árabes Unidos, com o Sharjah Tour e finalizará a 15 de outubro de 2023 com o Japan Cup no Japão . Em princípio, disputar-se-iam 37 concorrências, outorgando pontos aos primeiros classificados das etapas e à classificação final, ainda que o calendário pode sofrer modificações ao longo da temporada com a inclusão de novas corridas ou exclusão de outras.

## Equipas
As equipas que podem participar nas diferentes corridas depende da categoria das mesmas. As equipas UCI WorldTeam e UCI ProTeam, têm cota limitada para competir de acordo ao ano correspondente estabelecido pela UCI, as equipas Equipas UCI Continentais e seleções nacionais não têm restrições de participação:
| Categoria      | Categoria                       | Equipas                                                                          |
| -------------- | ------------------------------- | -------------------------------------------------------------------------------- |
| .1             | 1.1 (Corrida de um dia)         | * UCI WorldTeam (max 50%) * UCI ProTeam * Continentais * Seleções nacionais      |
| .1             | 2.1 (Corrida de vários dias)    | * UCI WorldTeam (max 50%) * UCI ProTeam * Continentais * Seleções nacionais      |
| .2             | 1.2 (Corrida de um dia)         | * UCI ProTeam * Continentais * Seleções nacionais * Seleções regionais * Amadors |
| .2             | 2.2 (Corrida de vários dias)    | * UCI ProTeam * Continentais * Seleções nacionais * Seleções regionais * Amadors |
| .Ncup (sub-23) | 1.ncup (Corrida de um dia)      | * Seleções nacionais * Seleções mistas                                           |
| .Ncup (sub-23) | 2.ncup (Corrida de vários dias) | * Seleções nacionais * Seleções mistas                                           |

## Calendário
As seguintes são as corridas que compõem o calendário UCI Asia Tour para a temporada de 2023 aprovado pela UCI.
| UCI Asia Tour de 2023 | UCI Asia Tour de 2023  | UCI Asia Tour de 2023                                     | UCI Asia Tour de 2023 | UCI Asia Tour de 2023 |
| Data                  | País                   | Corrida                                                   | Vencedor              |                       |
| --------------------- | ---------------------- | --------------------------------------------------------- | --------------------- | --------------------- |
| 13 nov.               | Japão                  | Tour de Okinawa                                           | Benjamín Prades       |                       |
| 27 – 31 jan.          | Emirados Árabes Unidos | Sharjah Cycling Tour                                      | Adne van Engelen      |                       |
| 30 jan. – 3 fev.      | Arábia Saudita         | Volta à Arábia Saudita                                    | Ruben Guerreiro       |                       |
| 10 fev.               | Omã                    | Muscat Classic                                            | Jenthe Biermans       |                       |
| 12 – 16 mar.          | Taiwan                 | Tour de Taiwan                                            | Jeroen Meijers        |                       |
| 1 – 6 abr.            | Tailândia              | Tour da Tailândia                                         | Batsaikhan Tegshbayar |                       |
| 4 mai.                | Irão                   | Tour of Kish Island                                       |                       |                       |
| 13 mai.               | Uzbequistão            | Tour of Bostonliq I                                       | Daniil Marukhin       |                       |
| 14 mai.               | Uzbequistão            | Tour of Bostonliq II                                      | Ilkhan Dostiyev       |                       |
| 21 – 28 mai.          | Japão                  | Volta ao Japão                                            | Nathan Earle          |                       |
| 3 – 4 jun.            | Japão                  | Tour de Kumano                                            | Atsushi Oka           |                       |
| 4 – 6 jul.            | Malásia                | Jelajah Malaysia                                          |                       |                       |
| 29 ago.               | Irão                   | Tour of Kandovan                                          | Anton Kuzmin          |                       |
| 31 ago. – 4 set.      | Irão                   | Tour do Irão-Azerbaijão                                   | Saeid Safarzadeh      |                       |
| 3 set.                | China                  | "Ocean Cup" China PingTan International Road Cycling Race |                       |                       |
| 8 – 10 set.           | Japão                  | Tour de Hokkaido                                          |                       |                       |
| 8 – 12 set.           | China                  | Volta ao Lago Poyang                                      | Lyu Xianjing          |                       |
| 23 – 24 set.          | China                  | Tour of Binzhou                                           |                       |                       |
| 1 out.                | Japão                  | Oita Urban Classic                                        | Ryan Cavanagh         |                       |
| 4 – 8 out.            | Síria                  | International Syrian Tour                                 | cancelado             |                       |
| 4 – 8 out.            | Malásia                | Tour of Peninsular                                        |                       |                       |
| 7 – 9 out.            | Japão                  | Tour de Kyushu                                            | Andrey Zeits          |                       |
| 14 – 16 out.          | China                  | Trans-Himalaya Cycling Race                               |                       |                       |

## Classificações parciais
- Nota:  As classificações parciais até momento são:[4]

### Individual
| Posição | Corredor | Equipa | Pontos |
| ------- | -------- | ------ | ------ |
| 1.º     |          |        |        |
| 2.º     |          |        |        |
| 3.º     |          |        |        |
| 4.º     |          |        |        |
| 5.º     |          |        |        |
| 6.º     |          |        |        |
| 7.º     |          |        |        |
| 8.º     |          |        |        |
| 9.º     |          |        |        |
| 10.º    |          |        |        |

| Posições 11.ª ao 20.ª | Posições 11.ª ao 20.ª | Posições 11.ª ao 20.ª | Posições 11.ª ao 20.ª |
| --------------------- | --------------------- | --------------------- | --------------------- |
| 11.º                  |                       |                       |                       |
| 12.º                  |                       |                       |                       |
| 13.º                  |                       |                       |                       |
| 14.º                  |                       |                       |                       |
| 15.º                  |                       |                       |                       |
| 16.º                  |                       |                       |                       |
| 17.º                  |                       |                       |                       |
| 18.º                  |                       |                       |                       |
| 19.º                  |                       |                       |                       |
| 20.º                  |                       |                       |                       |

### Equipas
| Posição | Equipa | Pontos |
| ------- | ------ | ------ |
| 1.º     |        |        |
| 2.º     |        |        |
| 3.º     |        |        |
| 4.º     |        |        |
| 5.º     |        |        |

### Países
| Posição | País | Pontos |
| ------- | ---- | ------ |
| 1.º     |      |        |
| 2.°     |      |        |
| 3.º     |      |        |
| 4.º     |      |        |
| 5.º     |      |        |

### Países sub-23
| Posição | Corredor | Equipa | Pontos |
| ------- | -------- | ------ | ------ |
| 1.º     |          |        |        |
| 2.º     |          |        |        |
| 3.º     |          |        |        |
| 4.º     |          |        |        |
| 5.º     |          |        |        |

## Evolução das classificações
| Data          | Classificação individual | Classificação por equipas | Classificação por países | Classificação por países sub-23 |
| ------------- | ------------------------ | ------------------------- | ------------------------ | ------------------------------- |
| 31 de janeiro |                          |                           |                          |                                 |